# 蜂蜜河

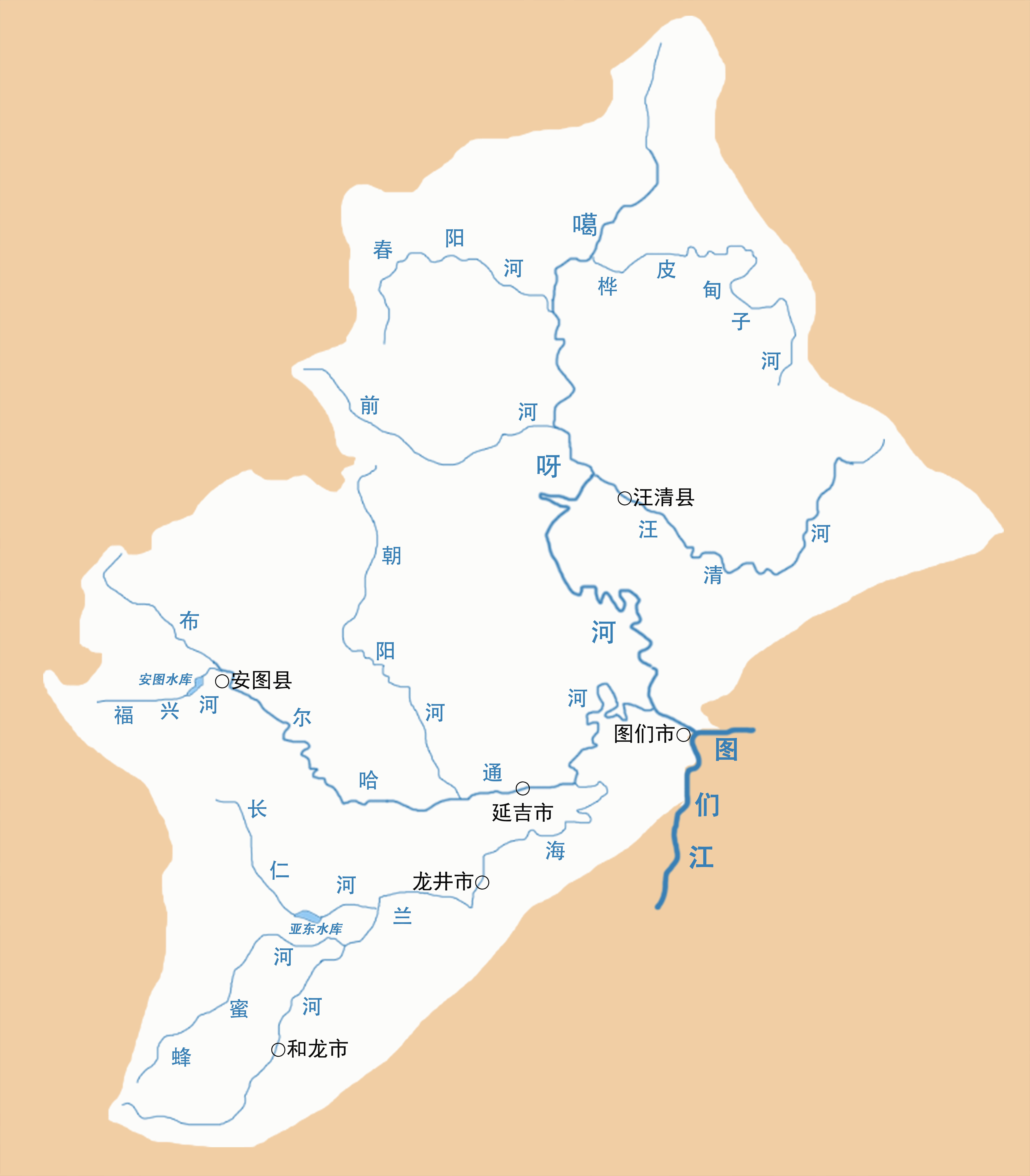
嘎呀河水系图。

蜂蜜河，位于中华人民共和国吉林省延边朝鲜族自治州和龙市境内，是海兰江左岸支流，在清代蜂蜜河沿岸是著名的沙金产地，因“沿沟内河道采掘之旧坑，宛如蜂巢，故名”。蜂蜜河发源于和龙市西部西城镇甲山村西南17.5千米的甑峰岭山脉老岭峰东麓，蜿蜒向东北流经八家子林业局先锋林场、官地林场、西城镇甲山村、鸡南村、卧龙村后转东流，经獐项、五户、明岩村、西城镇治等村镇，最后于前进村以南汇入海兰江。河长55.4千米，流域面积610平方千米，河道平均比降7.9‰，年均径流量1.58亿立方米。